# Amblyopone luzonica
Amblyopone luzonica é uma espécie de formiga do gênero Amblyopone.